# فيكرز فيرو
فيكرز فيرو (بالإنجليزية: Vickers Vireo)‏ هي طائرة مقاتلة أنتجت في المملكة المتحدة. من صناعة فيكرز. كان أول طيران لها في 1928. صنع منها طائرة واحدة.